# Wintzenbach
Wintzenbach je občina v departmaju Bas-Rhin francoske regije Alzacija.
Leta 1990 je v občini živelo 513 oseb oz. 74 oseb/km².